# Banca di Stato del Vietnam
La Banca Statale del Vietnam (in vietnamita Ngân hàng Nhà nước Việt Nam) è la banca centrale del Vietnam. È stata creata il 6 maggio 1951 con un decreto del presidente Ho Chi Minh. Attualmente detiene una quota del 65% di VietinBank, la più grande banca del paese per capitale.

## Storia
Durante il periodo coloniale francese le politiche monetarie del governo erano attuate tramite la Banca dell'Indocina, che operava anche come banca commerciale. Dopo la rivoluzione dell'agosto del 1945 il governo della Repubblica Democratica del Vietnam iniziò gradualmente ad esercitare una politica monetaria indipendente da quella francese. Il 6 maggio 1951 il presidente Ho Chi Minh firmò il decreto 15/SL per la creazione della Banca Nazionale del Vietnam (Ngân hàng Quốc gia Việt Nam). Il 21 gennaio 1960 la banca cambiò nome diventando la Banca Statale del Vietnam.
Dopo la caduta di Saigon nel 1975 e la riunificazione del Vietnam la Banca Nazionale del Vietnam del sud confluì nella Banca Statale del Vietnam nel luglio 1976.
Nel febbraio 2020, la SBV è diventata membro della Banca dei Regolamenti Internazionali (BIS), un'organizzazione che promuove la cooperazione tra le banche centrali a livello globale. 
Recentemente, la SBV ha dichiarato l'intenzione di mantenere una politica monetaria flessibile per controllare l'inflazione e monitorare le politiche economiche internazionali, in particolare quelle degli Stati Uniti, al fine di adattare le proprie strategie di conseguenza.

## Organizzazione e funzioni
La Banca Statale del Vietnam è un'istituzione di livello ministeriale sotto il controllo del governo. Il governatore è un membro del governo e viene nominato dal primo ministro con l'approvazione dell'Assemblea Nazionale. I vice governatori vengono nominati dal primo ministro su suggerimento del governatore. Entrambe le cariche rimangono in carica per 5 anni.
Le funzioni principali della banca sono:
1. Promuovere la stabilità monetaria e stabilire la politica monetaria.
2. Promuovere la stabilità delle istituzioni finanziarie e agire da organo di controllo delle stesse.
3. Fornire servizi bancari e suggerire politiche economiche al governo.
4. Fornire servizi bancari alle istituzioni finanziarie.
5. Gestire le riserve nazionali di valuta estera.
6. Stampare ed emettere banconote.
7. Controllare le attività delle banche commerciali in Vietnam. Gestire prestiti statali alle banche commerciali.
8. Emettere buoni governativi ed organizzare aste degli stessi.
9. Gestire tutte le altre attività di politica monetaria e i tassi di cambio con le valute estere.